# Andrew Albicy
Andrew Albicy, né le 21 mars 1990 à Sèvres dans les Hauts-de-Seine, est un joueur de basket-ball professionnel, international français. Il évolue actuellement dans le club de CB Gran Canaria, au poste de meneur. Avec l'équipe de France masculine,  il remporte plusieurs médailles en championnats d'Europe et à la Coupe du monde de basket-ball en 2019.

## Biographie
Andrew Albicy est formé à Coulommiers, puis au Marne-la-Vallée Basket, et au Paris Basket Racing, qui devient le Paris-Levallois Basket à la suite de sa fusion en 2007 avec Levallois. Le 22 mars 2010, il annonce son intention de se présenter à la Draft 2010 de la NBA, mais y renonce.
À l'été 2010, il remporte avec l'équipe de France le championnat d'Europe espoirs, duquel il est désigné meilleur joueur, étant aussi le meilleur passeur et intercepteur du tournoi. Il a d'ailleurs réalisé un double-double en finale contre la Grèce.
À la surprise générale, il est sélectionné en tant que meneur remplaçant pour le Championnat du monde 2010 en Turquie après le forfait d'Antoine Diot. Il participe notamment à la victoire contre l'Espagne en inscrivant 13 points et domine son vis-à-vis, Ricky Rubio.
Lors de la saison 2010-2011, il devient le meneur titulaire du Paris-Levallois.
Le 14 février 2011, Albicy termine 4e dans le classement du meilleur espoir européen de l'année 2010 choisi par la FIBA Europe, derrière Jan Veselý, Ricky Rubio et Jonas Valančiūnas.
Il se présente à la Draft 2011 de la NBA puis renonce. En juin 2011, il signe un contrat de deux ans avec le BCM Gravelines. Dès sa première saison dans le Nord, il tourne au-dessus des dix points de moyenne par match, aidant son équipe à terminer à la première place du classement de la saison régulière. Albicy est désigné meilleur défenseur du championnat. En playoffs, Gravelines est éliminé dès les quarts de finale par Cholet. Albicy décide d'activer en juin 2012 sa clause de départ.
En août 2012, il signe un contrat de 2 ans avec le Paris-Levallois Basket. Sa première année (2012-2013) est mauvaise et son niveau régresse. Il considère cette saison comme la pire de sa carrière. Au début de la saison 2013-2014, Albicy retrouve un bon niveau : il a, en novembre, la 4e meilleure évaluation du championnat et est le meilleur passeur (7,4 passes en moyenne).
Le 16 mai, il fait partie de la liste des vingt-quatre joueurs pré-sélectionnés pour la participation à la Coupe du monde 2014 en Espagne.
En juillet 2014, Albicy retourne à Gravelines avec un contrat de deux ans.
En juin 2016, Albicy signe un contrat de deux ans au Bàsquet Club Andorra du championnat espagnol. Après trois saisons avec le club andorran, il poursuit son expérience à l'étranger en signant au Zénith Saint-Pétersbourg en Russie pour la saison 2019-2020.
Au mois de juillet 2020, il s'engage pour une saison avec Gran Canaria en première division espagnole.

## Clubs
- Club formateur :  Paris Basket Racing
- 2007-2010 :  Paris-Levallois (Pro A/Pro B)
- 2011-2012 :  BCM Gravelines-Dunkerque (Pro A)
- 2012-2014 :  Paris-Levallois (Pro A)
- 2014-2016 :  BCM Gravelines-Dunkerque (Pro A)
- 2016-2019 :  BC Andorre (Liga ACB)
- 2019-2020 :  Zénith Saint-Pétersbourg (VTB United League)
- Depuis 2020 :  CB Gran Canaria (Liga ACB)

## Palmarès

### Sélection nationale
- Médaille d’argent aux Jeux olympiques en 2024 à Paris.
- Médaille d’argent au Championnat d'Europe 2022 en Allemagne.
- Médaille d’argent aux Jeux olympiques en 2021 à Tokyo.
- Médaille de bronze à la Coupe du monde 2019 en Chine.
- Médaille d'argent au championnat d'Europe 2011 en Lituanie.
- Médaille d'or au championnat d'Europe U20 2010 en Croatie.

### Club
- Vainqueur de l'EuroCoupe 2022-2023 avec le CB Gran Canaria

### Distinctions personnelles
- Élu meilleur espoir de l'année 2010
- Élu meilleur joueur de l'Euro espoirs 2010[4]
- Élu meilleur défenseur de Pro A 2011-2012[16]
- Participation au All-Star Game LNB : 2010, 2011, 2013 (et vainqueur du concours des meneurs[17]) 2015.
- MVP du All-Star Game LNB 2015[18].
- Chevalier de l'ordre national du Mérite (décret du 8 septembre 2021)[19]

## Sélection nationale
- 6e du championnat d'Europe des 16 ans et moins 2007 avec l'équipe de France
- Champion d'Europe Espoirs 2010[4]
- Sélectionné pour le championnat du monde 2010 en Turquie (15 sélections - 23 points)
- Sélectionné pour le championnat d'Europe 2011 en Lituanie (16 sélections - 31 points)